# Nicolas Fauvergue
Nicolas Fauvergue (* 13. Oktober 1984 in Béthune) ist ein französischer ehemaliger Fußballspieler.

## Karriere

### Verein
Der Stürmer spielte in seiner Jugend bis 2001 beim RC Lens, im Sommer 2001 wechselte er zum OSC Lille. Ab 2002 gehörte er Lilles Reservekader im CFA an. Bis 2009 spielte er 86 Mal für die Reservemannschaft und schoss dabei 41 Tore.
Am 18. Oktober 2003 kam er zu seinem ersten Einsatz im Profifußball, er wurde im Spiel gegen den AC Ajaccio eingewechselt. Bis 2009 lief er insgesamt 101 Mal für den OSC Lille in der Ligue 1 auf, wobei er in 92 Partien ein- oder ausgewechselt wurde. Ihm gelangen dabei elf Tore. Darüber hinaus kam er zu neun Einsätzen und vier Toren im Coupe de France de football und Coupe de la Ligue, er spielte zehnmal in der UEFA Champions League, wo er drei Tore schoss, und viermal im UEFA-Pokal, wo er einen Treffer markieren konnte. 2004 gewann Fauvergue mit Lille den UEFA Intertoto Cup, 2005 wurde er französischer Vizemeister.
Als Lilles Trainer Rudi Garcia ihn 2009 in seinen Planungen nicht mehr berücksichtigte, wechselte Fauvergue zum Zweitligisten Racing Straßburg und nach dessen Abstieg zwölf Monate später zum Ligakonkurrenten CS Sedan. In der Saison 2012/13 stand er wieder bei einem Erstligisten unter Vertrag – dem Aufsteiger Stade Reims. Zwölf Monate später gaben die Rot-Weißen ihn allerdings auf Leihbasis an Zweitligarückkehrer FC Metz ab.

### Nationalmannschaft
Fauvergue kam für die französische U-21-Nationalmannschaft neunmal zum Einsatz, er schoss dabei zwei Tore. Den größten Erfolg konnte er 2005 feiern, als er mit Frankreich das Turnier von Toulon gewann.